# Kuusijärvi (sjö i Libelits, Norra Karelen)
Kuusijärvi är en sjö i kommunen Libelits i landskapet Norra Karelen i Finland. Arean är 41 hektar och strandlinjen är 3,76 kilometer lång. Sjön  ingår i Vuoksens huvudavrinningsområde.   Den ligger omkring 14 kilometer väster om Joensuu och omkring 370 kilometer nordöst om Helsingfors. 